# Флоренц Бернхард фон дер Шуленбург
Флоренц Бернхард фон дер Шуленбург (на немски: Florenz Bernhard Graf von der Schulenburg; * 22 януари 1826, Примерн, днес част от Алтмеркише Хьое, Алтмарк, Саксония-Анхалт; † 9 октомври 1900, Баленщет) е граф от род фон дер Шуленбург.

## Биография
Той е най-малкият син на Леополд Вилхелм фон дер Шуленбург (1772 – 1838) и съпругата му Юлиана Шарлота фон Кирхбах (1785 – 1873), дъщеря на Ханс Готлиб фон Кирхбах (1739 – 1807) и Луиза София Рената фон Науендорф (1753 – 1813). Брат е на фрайхер Вилхелм фон дер Шуленбург (1806 – 1883), пруския генерал-лейтенант Юлиус фон дер Шуленбург (1809 – 1893), граф Фридрих Вилхелм Вернер фон дер Шуленбург († 1813), Карл Ернст Густав фон дер Шуленбург (1814 – 1890) и граф Паул Ото Вернер фон дер Шуленбург (1823 – 1889).
През 1852/1853 г. Флоренц Бернхард купува рицарското имение Рагов-Мерц за 301 100 талера от Вилхелмина Хагеман, вдовицата на Карл Фердинанд Бекер. Той строи от 1852 г. на имението Рагов.
От 1874 до 1881 г. е политик в окръг Беезков-Щорков и член на Железопътния съвет на Прусия през 1882 г.
През 1887 г. граф Бернхард фон дер Шуленбург продава именията Рагов и Мерц на кралския пруски камерхер и ритмайстер Ханс Карл Адалберт фон Вите (1848 – 1929).

## Фамилия
Флоренц Бернхард фон дер Шуленбург се жени за племенницата си Клара Елизабет фон дер Шуленбург (* 21 септември 1842, Пропстай Залцведел; † 29 октомври 1915, Вернигероде), дъщеря на брат му фрайхер Вилхелм фон дер Шуленбург (1806 – 1883) и втората му съпруга Клара Августа Амалия Хенриета фон Латорф (1819 – 1890). Tе имат осем деца:
- Елизабет Клара фон дер Шуленбург (* 20 февруари 1861; † 15 март 1861)
- Карл Вилхелм Бернхард фон дер Шуленбург (* 4 септември 1863, Рагов; † 9 февруари 1898, Колмар)
- Клара Елизабет Мария Ева фон дер Шуленбург (* 15 юли 1865, Рагов; † 8 септември 1897, Грос Кройц), омъжена за Алберт фон дер Марвиц (* 8 ноември 1851; † 28 февруари 1900)
- Юлия Магдалена Елизабет Илза фон дер Шуленбург (* 26 март 1868, Рагов; † 3 април 1943, Хале), омъжена за фрайхер Ханс фон Рехенберг (* 27 юли 1846; † 20 септември 1903)
- Клара Елизабет Аделхайд Рената фон дер Шуленбург (* 6 септември 1870, Рагов; † 23 юни 1876, Беетцендорф)
- Юлиана Шарлота Барбара фон дер Шуленбург (* 19 април 1873, Рагов; † 11 януари 1913, Баленщет)
- Ханс Хенинг фон дер Шуленбург (* 18 февруари 1878, Рагов; † 19 декември 1902, Хале)
- Вилхелм Левин Дитрих фон дер Шуленбург (* 6 февруари 1883, Рагов; † 7 септември 1944, Беезков), женен за Елза Нитка (* 18 септември 1886, Кверфурт; † 2 януари 1972, Берлин); няма деца